# 平和島パーキングエリア
座標: 北緯35度35分9秒 東経139度44分33.5秒 / 北緯35.58583度 東経139.742639度

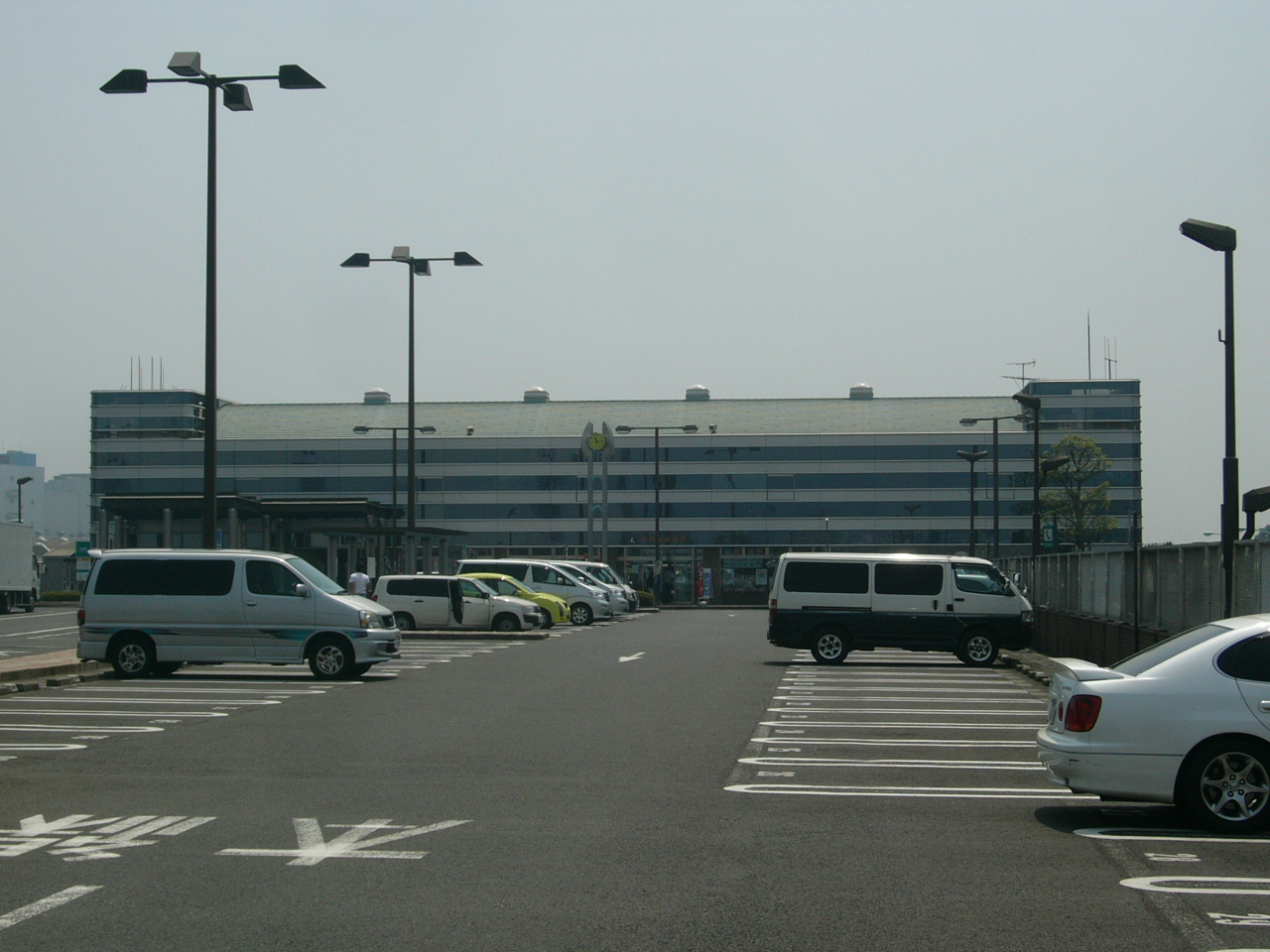
平和島PA（上り）（2006年8月撮影）

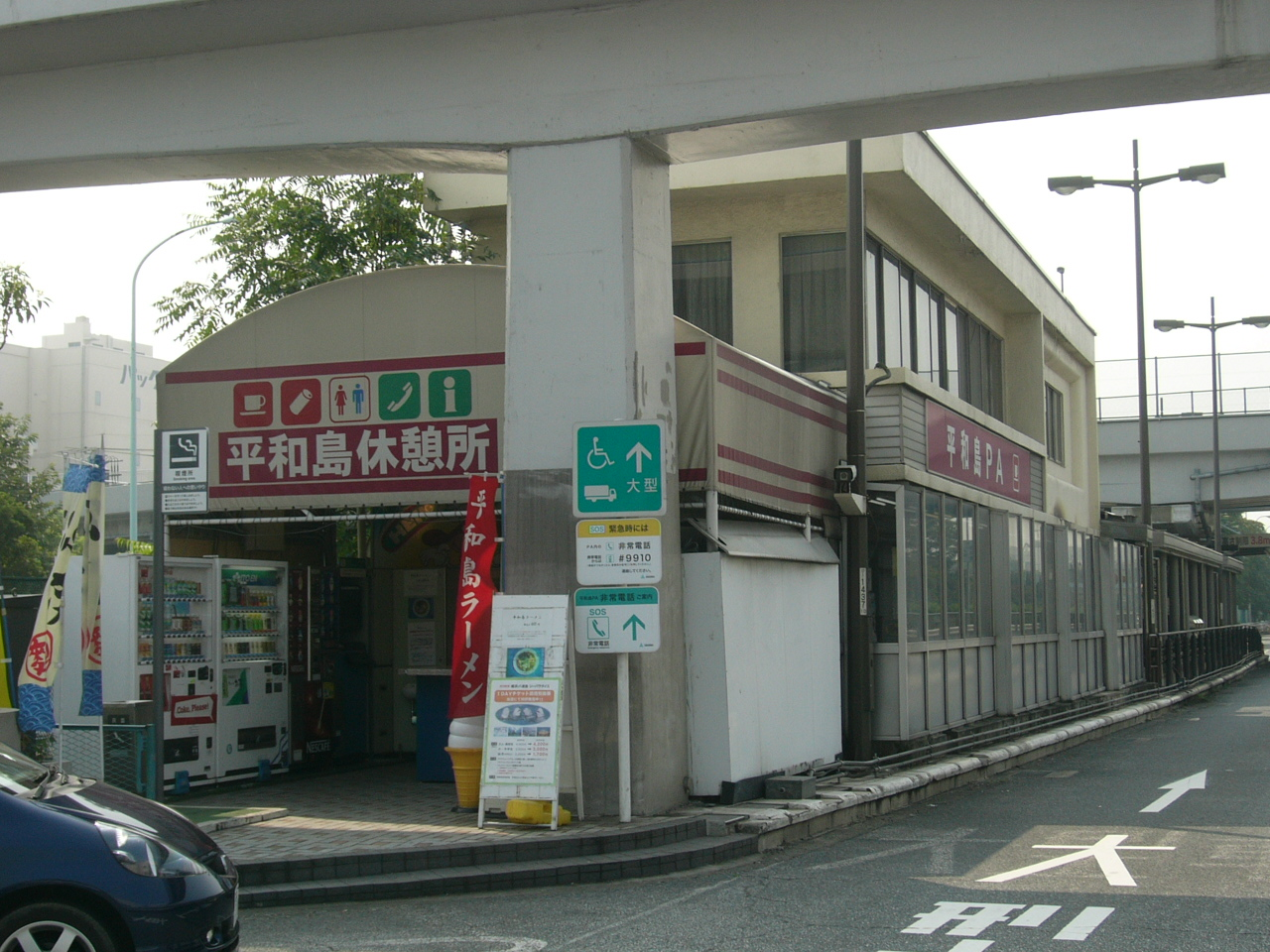
平和島PA（下り）（2006年8月撮影）

平和島パーキングエリア（へいわじまパーキングエリア）は、東京都大田区の首都高速道路1号羽田線上にあるパーキングエリアである。
上り線（浜崎橋・芝浦方面）と下り線（羽田方面）それぞれに設置されており、上り線は平和島入口先すぐの左側から上がった本線の上のスペース、下り線は平和島出入口と本線との間にそれぞれ位置している。

## 道路
- 首都高速1号羽田線

## 施設

### 上り線（芝浦・銀座方面）
2020年（令和2年）4月1日にリニューアルオープンした。
所在地：東京都大田区平和島二丁目2-7外
- 駐車場
  - 小型 61台
  - 大型 7台
  - 身障者用 1台
- トイレ
  - 男 大4 (和式1・洋式3)、小12
  - 女 12 (和式1・洋式11)
  - 身障者用 1
- 食堂コーナー（7:00 - 21:00）
- 軽食コーナー（7:00 - 21:00）
- 売店コーナー（7:00 - 21:00）
- 自動販売機

### 下り線（羽田・横浜公園方面）
所在地：東京都大田区平和島二丁目2-2外
- 駐車場
  - 小型 34台
  - 大型 4台
  - 身障者用 1台
- トイレ
  - 男 大2 (洋式2)、小3
  - 女 4 (洋式4)
  - 身障者用 1
- 自動販売機
- 自販機型コンビニエンスストア（ファミリーマートが運営・AED取付）
- ラーメン自動調理販売機「Yo-Kai Express」（2022年11月22日設置。首都高速では芝浦PA、加平PAに次ぐ3台目となる[2]。）

## 隣
首都高速1号羽田線
(104)鈴ヶ森出入口 - (105,106)平和島出入口/PA/TB（廃止） - 昭和島JCT - (107)空港西出入口